# مشروع أكسجين
مشروع أكسجين (Oxygen Project) هو مشروع تم إنشاءه لتجديد الشكل العام لكدي 4. الغرض الأساسي من المشروع كان عمل مجموعة من الأيقونات الجديدة، لكن الغرض امتد إلى عمل شكلاً Theme جديدأ يتضمن مؤشراً جديداً وشكلاً للنوافذ وأصواتاً جديدة. من أحد الأهداف للمشروع هو تقديم سطح مكتب ذو مظهر لطيف لا يزعج المستخدم، لذا فالأيقونات والأشكال تستخدم لوحة ألوان غير مشبعة Desaturated. جاء اسم أكسجين جاء من مزحة بين المطورين بأنهم يريدون «إعطاء نفساً من الهواء النقي لسطح المكتب».